# Liste der Auslandsvertretungen Liberias

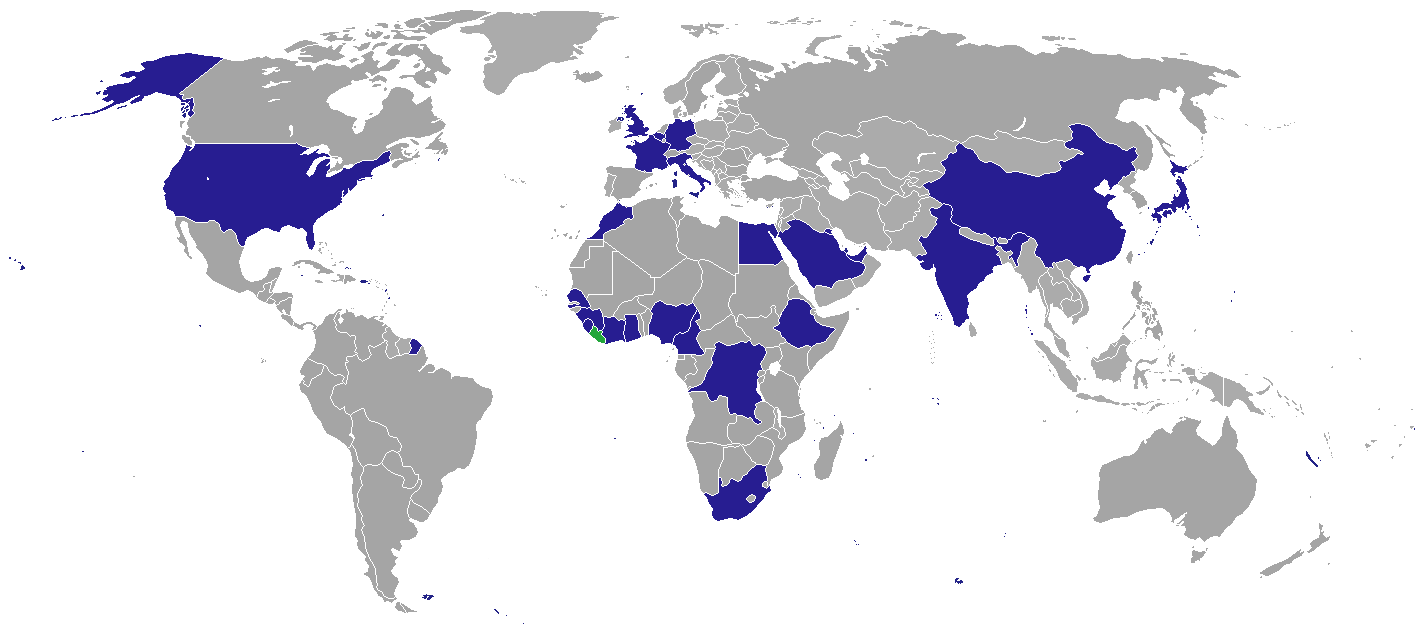
Standorte der diplomatischen Vertretungen Liberias

Dies ist eine Liste der diplomatischen und konsularischen Vertretungen Liberias.

## Diplomatische und konsularische Vertretungen

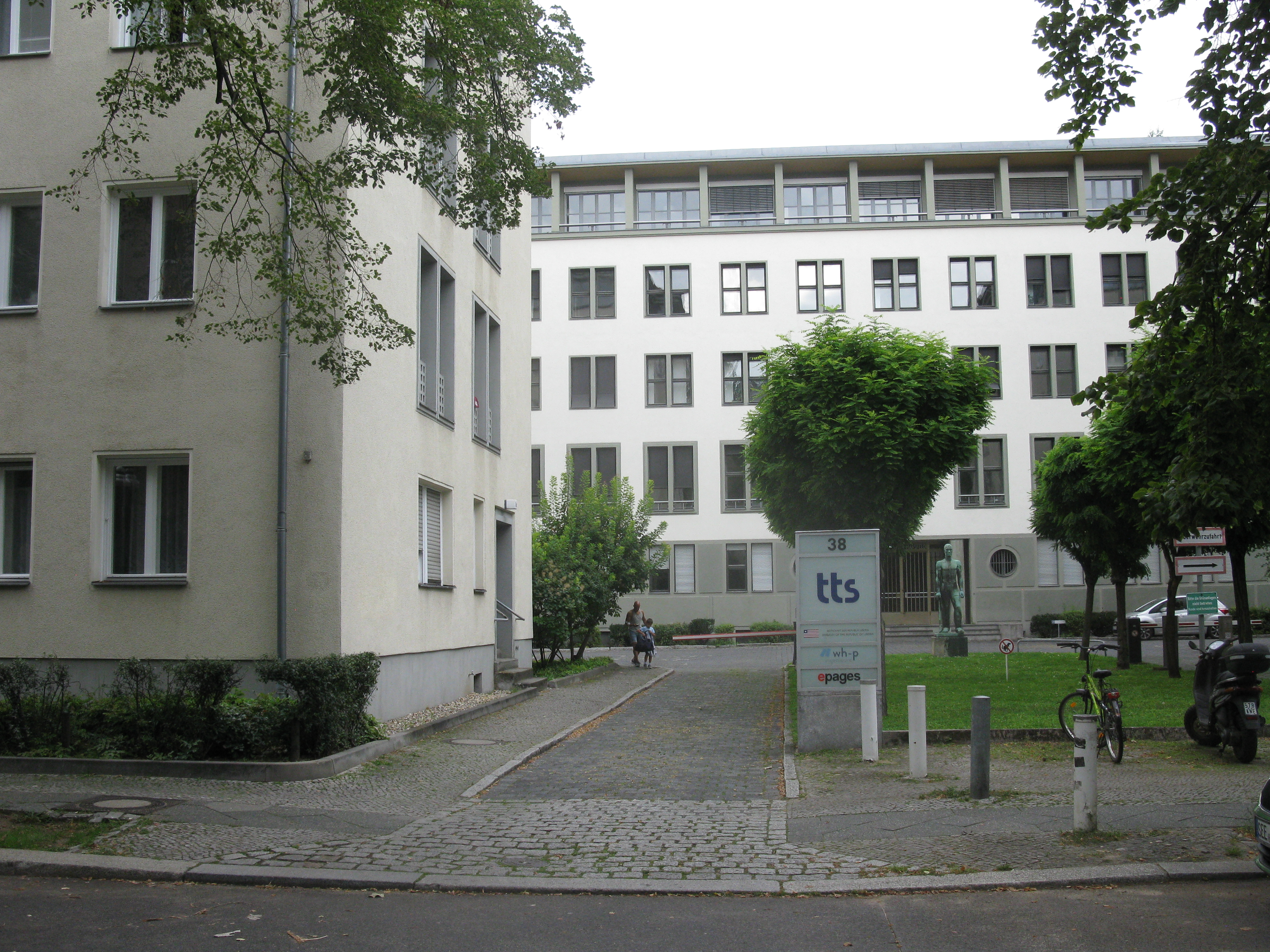
Botschaft Liberias in Berlin

### Afrika
| - Ägypten: Kairo, Botschaft - Äthiopien: Addis Abeba, Botschaft - Elfenbeinküste: Abidjan, Botschaft - Ghana: Accra, Botschaft - Guinea: Conakry, Botschaft - Libyen: Tripolis, Botschaft | - Marokko: Rabat, Botschaft - Nigeria: Lagos, Botschaft - Senegal: Dakar, Botschaft - Sierra Leone: Freetown, Botschaft - Südafrika: Pretoria, Botschaft |

### Asien
| - Volksrepublik China: Peking, Botschaft - Japan: Tokyo, Botschaft | - Katar: Doha, Botschaft - Saudi-Arabien: Riad, Botschaft |

### Europa
| - Belgien: Brüssel, Botschaft - Deutschland: Berlin, Botschaft - Frankreich: Paris, Botschaft | - Italien: Rom, Botschaft - Vereinigtes Königreich: London, Botschaft |

### Nordamerika
- Vereinigte Staaten: Washington, D.C., Botschaft

## Vertretungen bei internationalen Organisationen
- Vereinte Nationen: New York, Ständige Mission
- Vereinte Nationen: Genf, Ständige Mission
- AU: Addis Abeba, Ständige Mission
- Europäische Union: Brüssel, Mission
- UNESCO: Paris, Ständige Mission